# Вила „Варвара“
Вила „Варвара“ (на гръцки: Βίλλα Βαρβάρα) е историческа постройка в град Солун, Гърция, в която днес се помещава Общинската библиотека на Горния град.

## Местоположение
Разположена е в Горния град, на улица „Криспос“ № 7 в северната част на площад „Ромфеи“ (площад „Куле кафе“).

## История
Сградата построена за жилище между 1897 и 1905 година от солунския каймакамин Хафзи бей, назначен след Гръцко-турската война. В 1906 година става собственост на солунския мюфтия. От 1917 година в неятам живеят френски войници и тракийски бежанци, а след пожара от 1917 година в нея са настанени и останали без дом. През 1925 година сградата става собственост на Националната банка на Гърция, а в 1928 година - на Космас и Дамянос Ламбидис. След войната е начално училище. От 1959 година до 1978 година в нея е Седма мъжка гимназия. Сградата е обявена за паметник на културата в 1977 година и е закупена от община Солун. От 3 януари 1994 година до 23 април 1998 година сградата е обитавана от самонастанили се анархисти. Сградата е реставрирана като част от проекта за Европейска столица на културата 1997. От 2000 година в нея е настанена общинската библиотека на Горния град.

## Описание
Сградата е забележителен пример за богата балканска двустранна къща с елементи на неокласическа архитектура. Разположена е в южната страна на парцела и е на три нива - партер и два етажа. Планът е издължен и основните помещения са подредени от южната страна. В 1959 година, когато сградата се използва за гимназия, дървените стърлбища са заменени с бетонни.